# Croix de cimetière de Blésignac
La croix de cimetière de Blésignac est située à droite de l'entrée ouest de l'église Saint-Roch de la commune de Blésignac, dans le département de la Gironde, en France.

## Historique
C'est à partir du XVe siècle qu'apparaissent les croix de cimetière. Lorsqu'elles sont placées au centre d'un cimetière, on dit que ce sont des croix hosannières (on y chante la prière Hosanna lors de la bénédiction des Rameaux). Le plus souvent, elles sont construites par des maîtres-maçons plutôt que de véritables sculpteurs. Elles correspondent à des dons de riches seigneurs. Les croix de cimetière mettaient en lumière le saint patron de la paroisse, puisqu'une représentation de ce saint occupait habituellement un des côtés de la croix sommitale.
La croix de Blésignac date du XVIe siècle.

Elle repose sur un soubassement moderne constitué de trois marches qui supportent un socle cubique. Sur ce socle, s'élève un fût flanqué de pilastres avec bases et clochetons. De nombreuses têtes humaines que l'on ne peut plus identifier aujourd'hui, décorent l'ensemble de la structure. Au sommet, se trouve une simple croix qui porte les armes de la famille Biron qui a fait édifier cet édifice.
La croix fait l’objet d’un classement au titre des monuments historiques depuis le 20 décembre 1907.